# Morti nel 1230
| Questa pagina contiene informazioni ricavate automaticamente dalle voci biografiche con l'ausilio del template Bio e di un bot. L'aggiornamento è periodico e automatico e ricostruisce completamente la pagina. Se manca una persona in questa lista, sei pregato di non aggiungerla, ma accertati piuttosto che la sua voce biografica contenga il template Bio e che i dati anagrafici siano correttamente compilati. Se il template Bio manca, inseriscilo tu stesso o, in alternativa, metti l'avviso {{tmp\|Bio}} che ne segnala la mancanza. Se i dati riportati sono sbagliati, correggi direttamente la voce biografica; le modifiche saranno visibili in questa lista entro pochi giorni. Per chiarimenti vedi il progetto biografie. La lista contiene solo le 30 persone che sono citate nell'enciclopedia e per le quali è stato implementato correttamente il template Bio. Pagina aggiornata al 18 apr 2025. |

- 12 gennaio - Egino IV di Urach, nobile tedesco
- 30 gennaio - Pelagio Galvani, cardinale e giurista portoghese
- 7 marzo - Giovanni Tornielli, vescovo cattolico italiano
- 13 maggio - Casimiro I di Opole, nobile polacco
- 12 luglio - Margherita di Blois, nobile (n. 1170)
- 14 luglio - Giovanni da Velletri, vescovo cattolico italiano
- 25 luglio - Rudolf II di Coevorden, condottiero olandese (n. 1196)
- 28 luglio - Leopoldo VI di Babenberg, nobile austriaco (n. 1176)
- 25 agosto - Leone Brancaleone, cardinale italiano
- 16 settembre - Enrico I da Settala, arcivescovo cattolico italiano
- 24 settembre - Alfonso IX di León, sovrano (n. 1171)
- 8 ottobre - Alberto Calvi da Cilavegna, vescovo cattolico italiano
- 25 ottobre - Gilberto di Clare, V conte di Gloucester, conte inglese (n. 1180)
- 13 novembre - Siardo di Mariengaard, abate
- 15 dicembre - Ottocaro I di Boemia, re boemo (n. 1155)
- 23 dicembre - Berengaria di Navarra, regina
- Börte, imperatrice mongola (n. 1161)
- Guglielmo di Braose (n. 1197)
- Manco Cápac, imperatore inca
- Enrico Pescatore, ammiraglio italiano
- Urraca López de Haro, regina (n. 1160)
- Viestards, duca lettone
- Ubaldo I Visconti, politico italiano
- Samuel ben Judah ibn Tibbon, rabbino e filosofo francese (n. 1150)
- Geremia d'Amchit, arcivescovo
- Guido I da Fogliano, nobile italiano
- Raoul de Houdenc, poeta francese (n. 1165)
- Demetrio del Monferrato, re (n. 1205)
- Beatrice di Mâcon, nobildonna francese
- Al-Dakhwar, medico arabo (n. 1170)